# 頌安邨
頌安邨（英語：Chung On Estate），是香港的其中一個租住公共屋邨，位於新界沙田區馬鞍山的西部，但已列入擴展市區配屋區內，為馬鞍山第四個建成公共屋邨；屋苑臨海，景觀西邊望吐露港、沙田海及吐露港公路，北鄰烏溪沙。項目與居屋錦豐苑同步發展。
頌安邨於1996年開始陸續入伙，由王董建築師事務有限公司設計；現在由高耀物業管理有限公司負責管理。

## 歷史

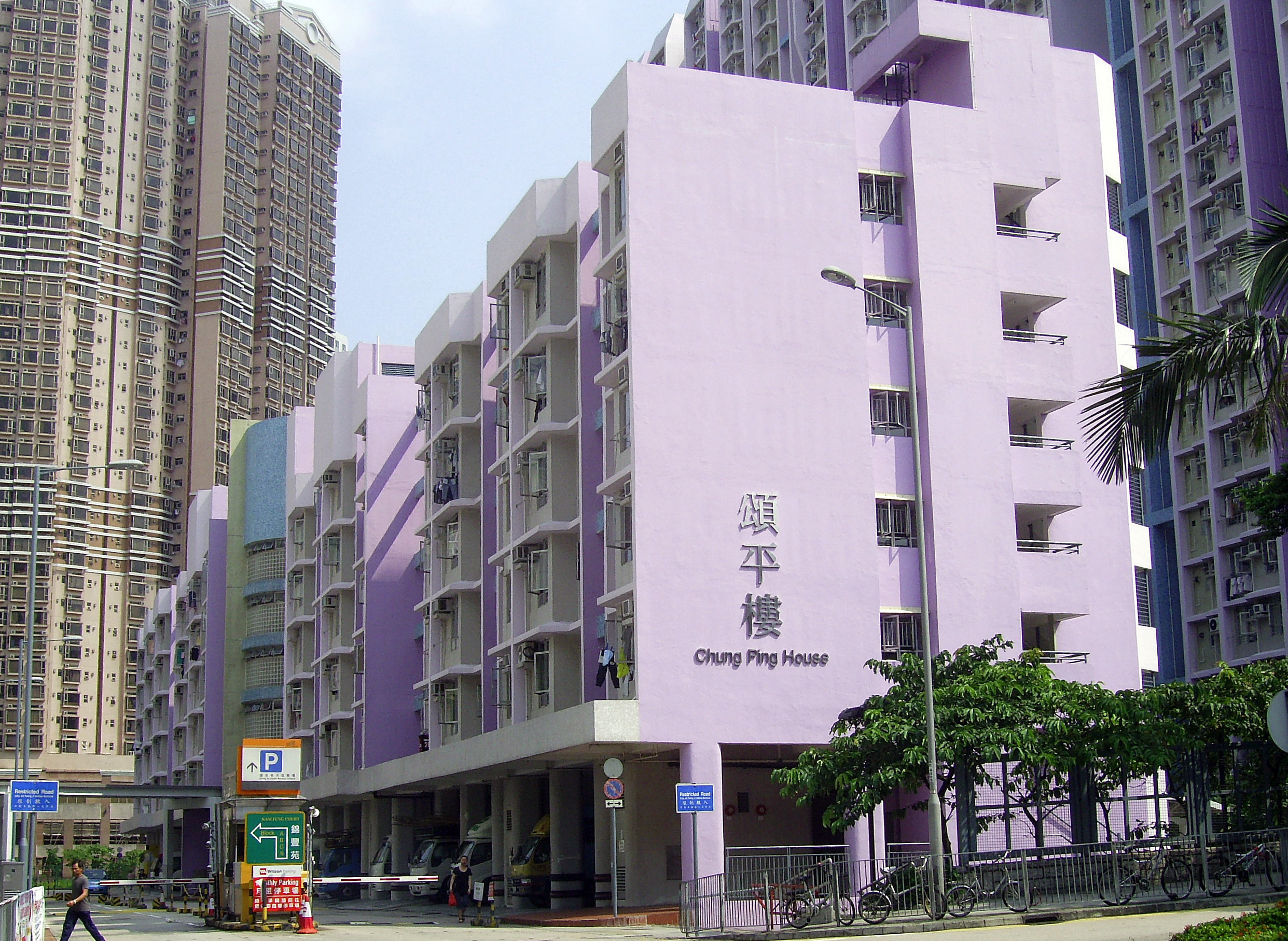
頌平樓

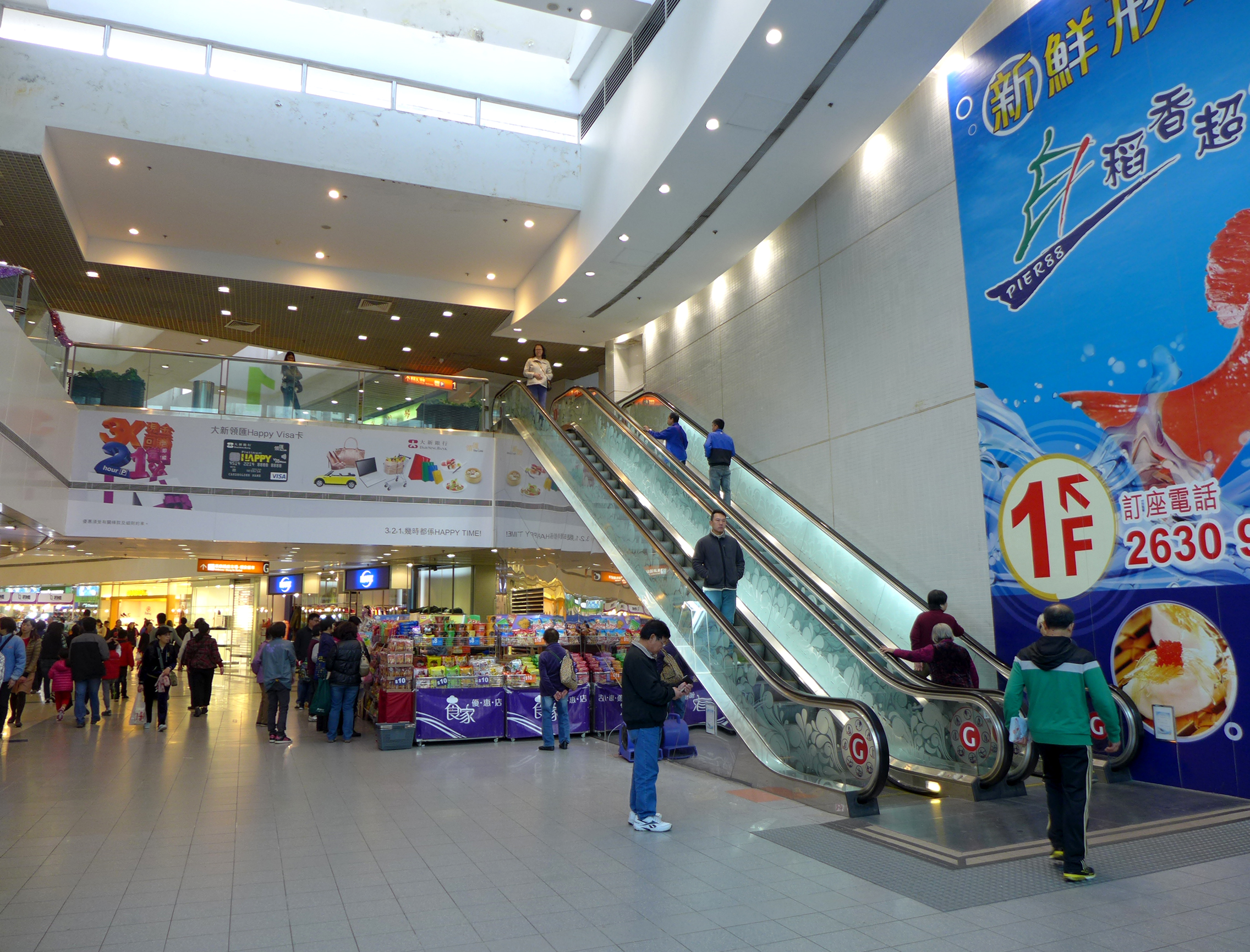
頌安商場

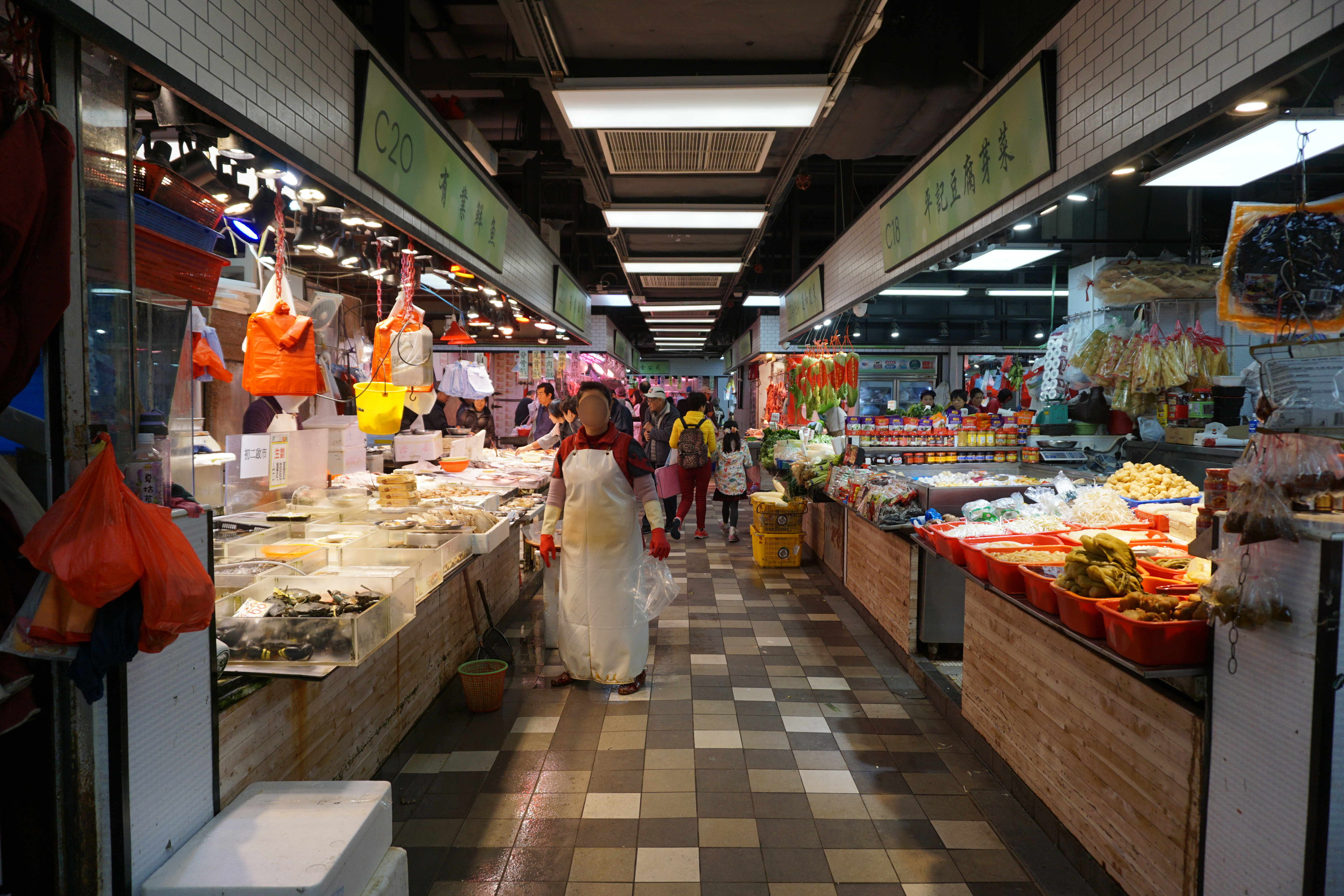
頌安街市

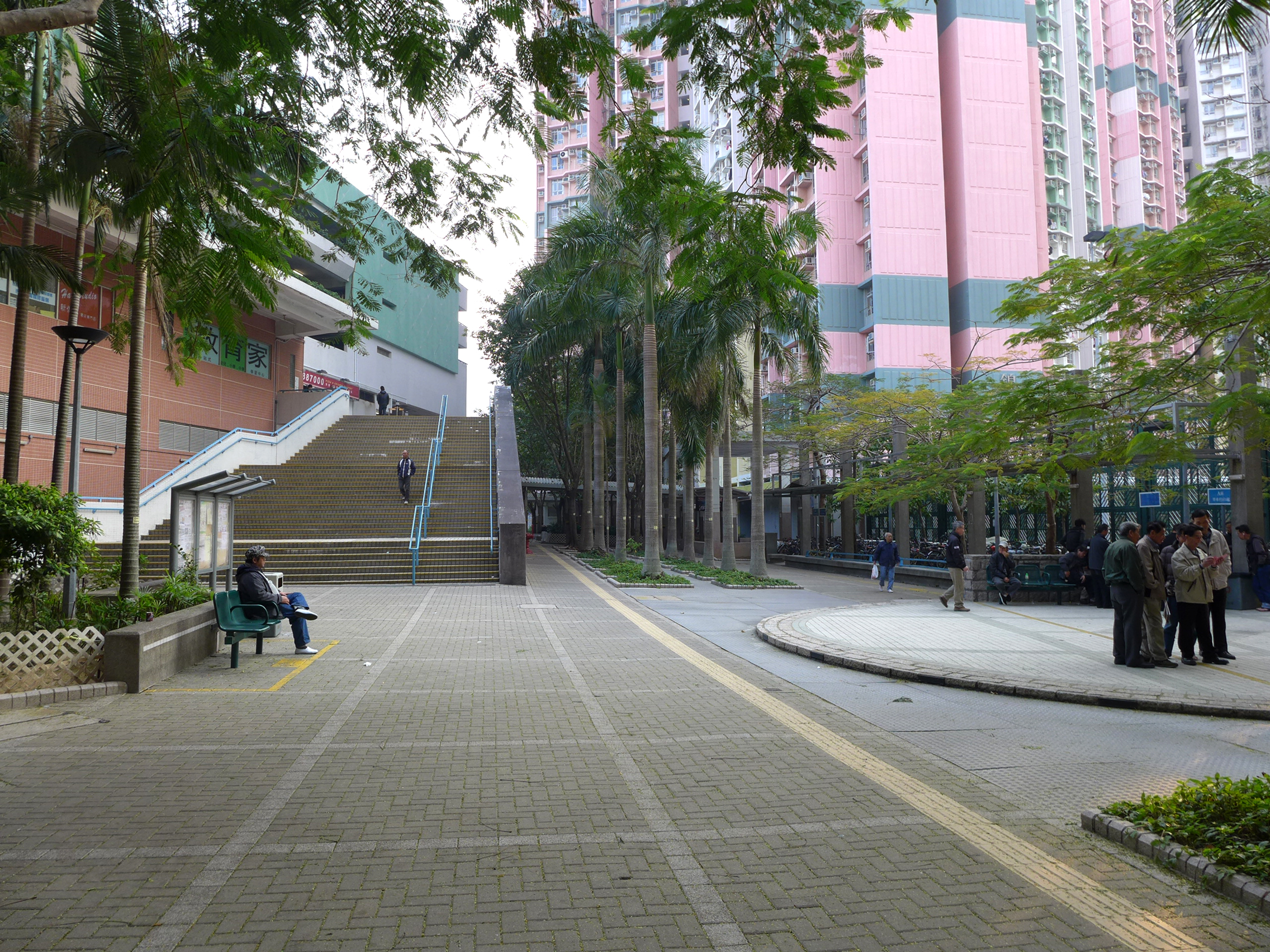
頌安商場旁的休憩區

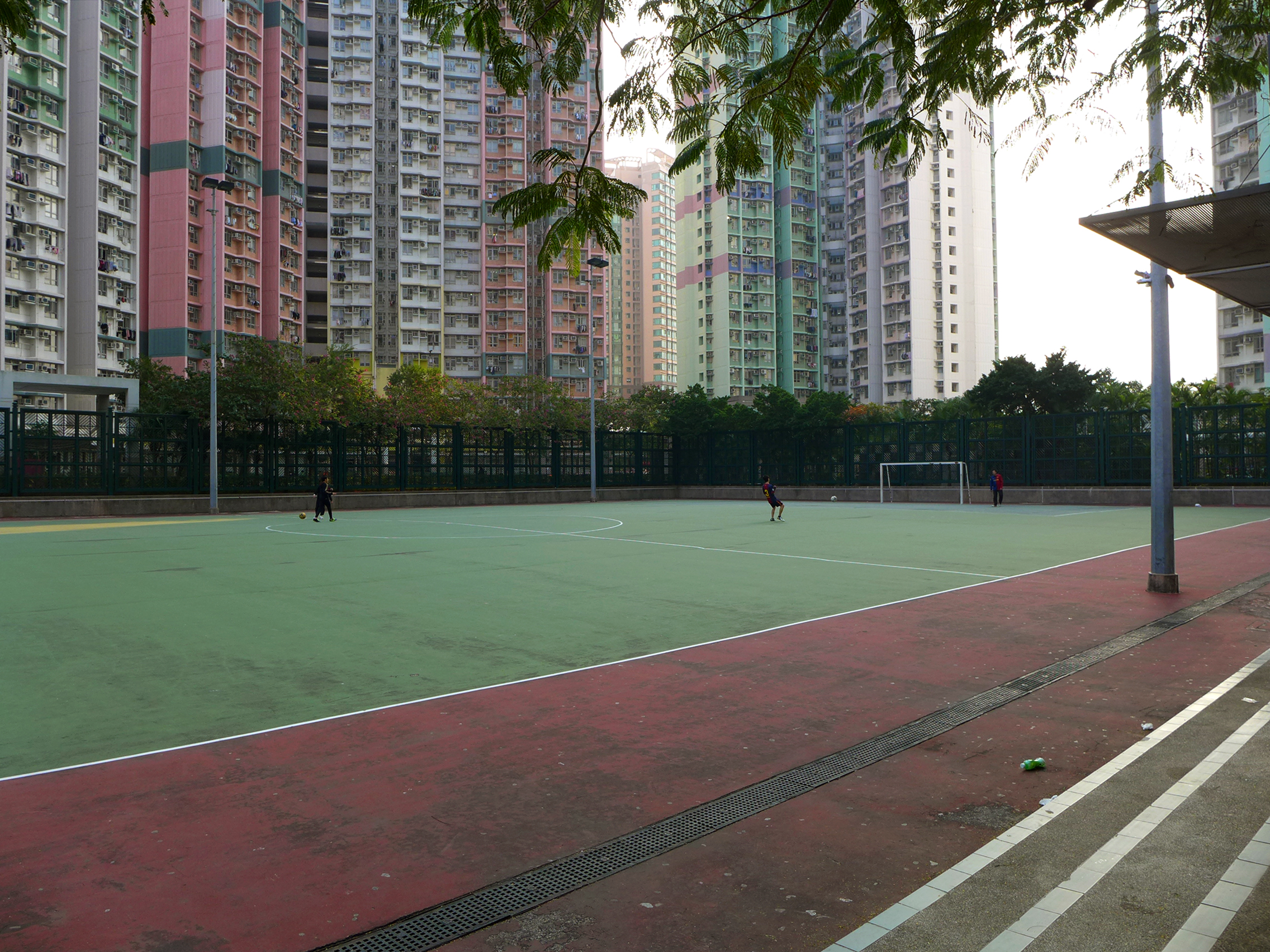
足球場

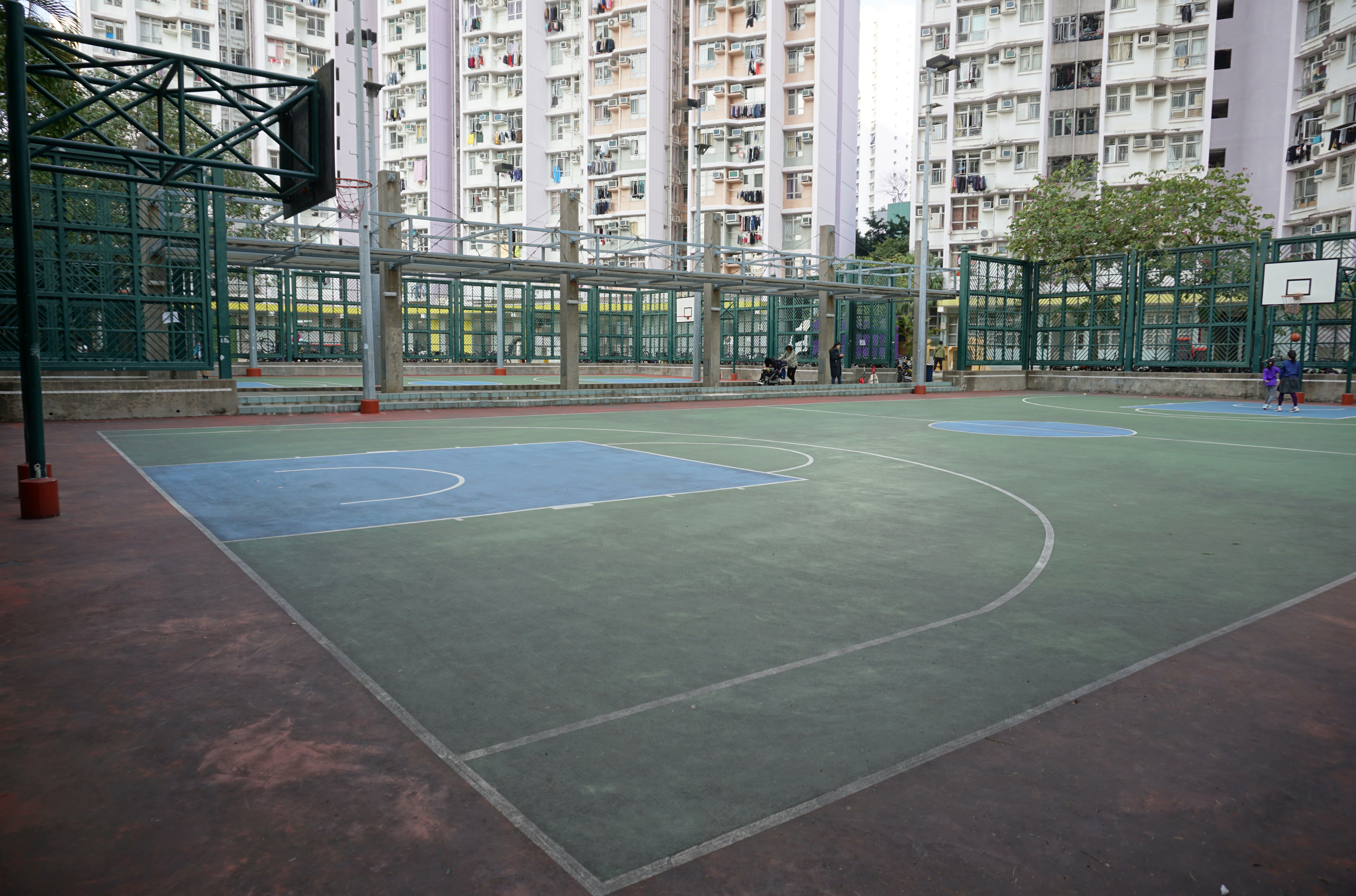
籃球場

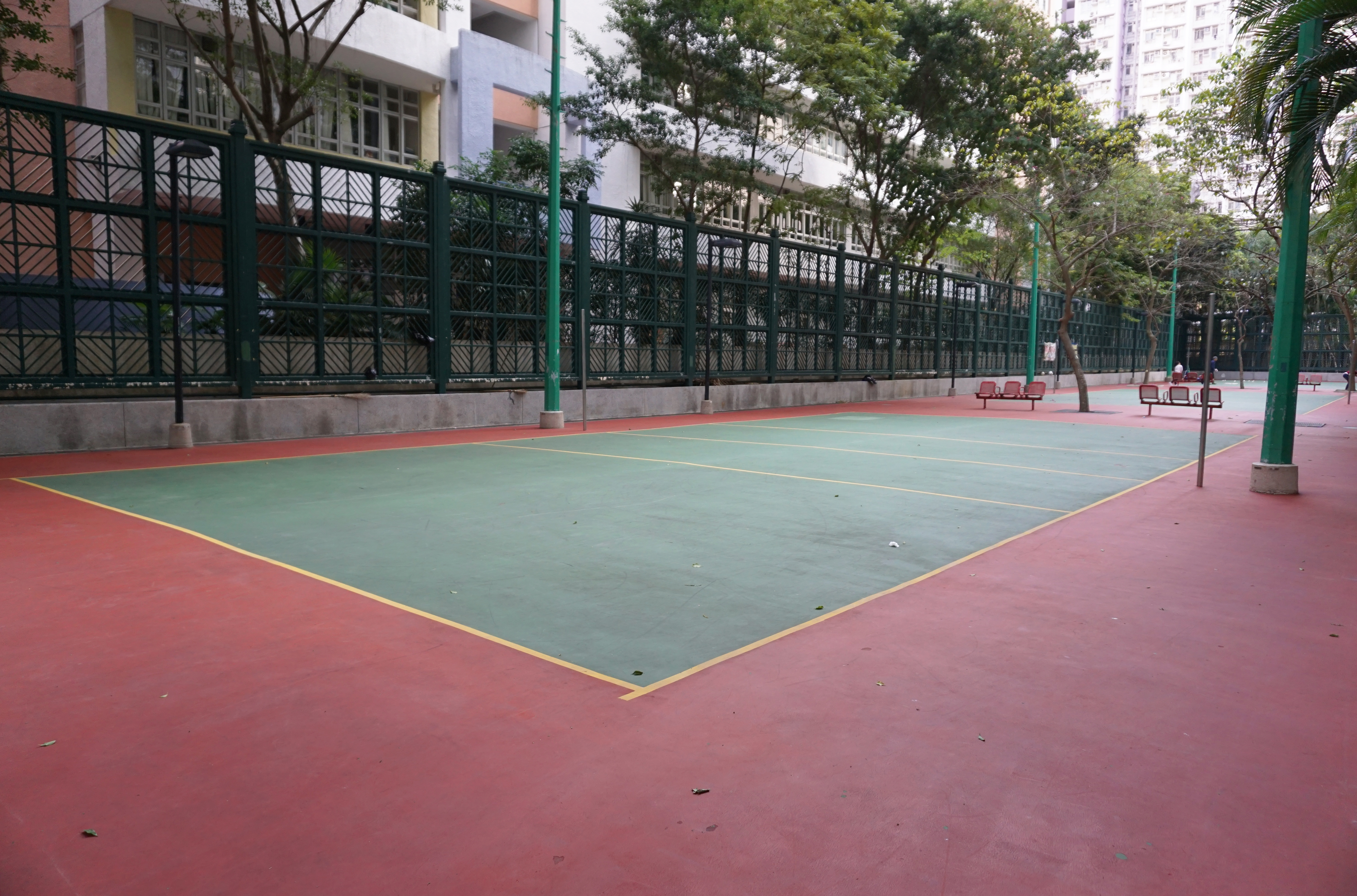
排球場

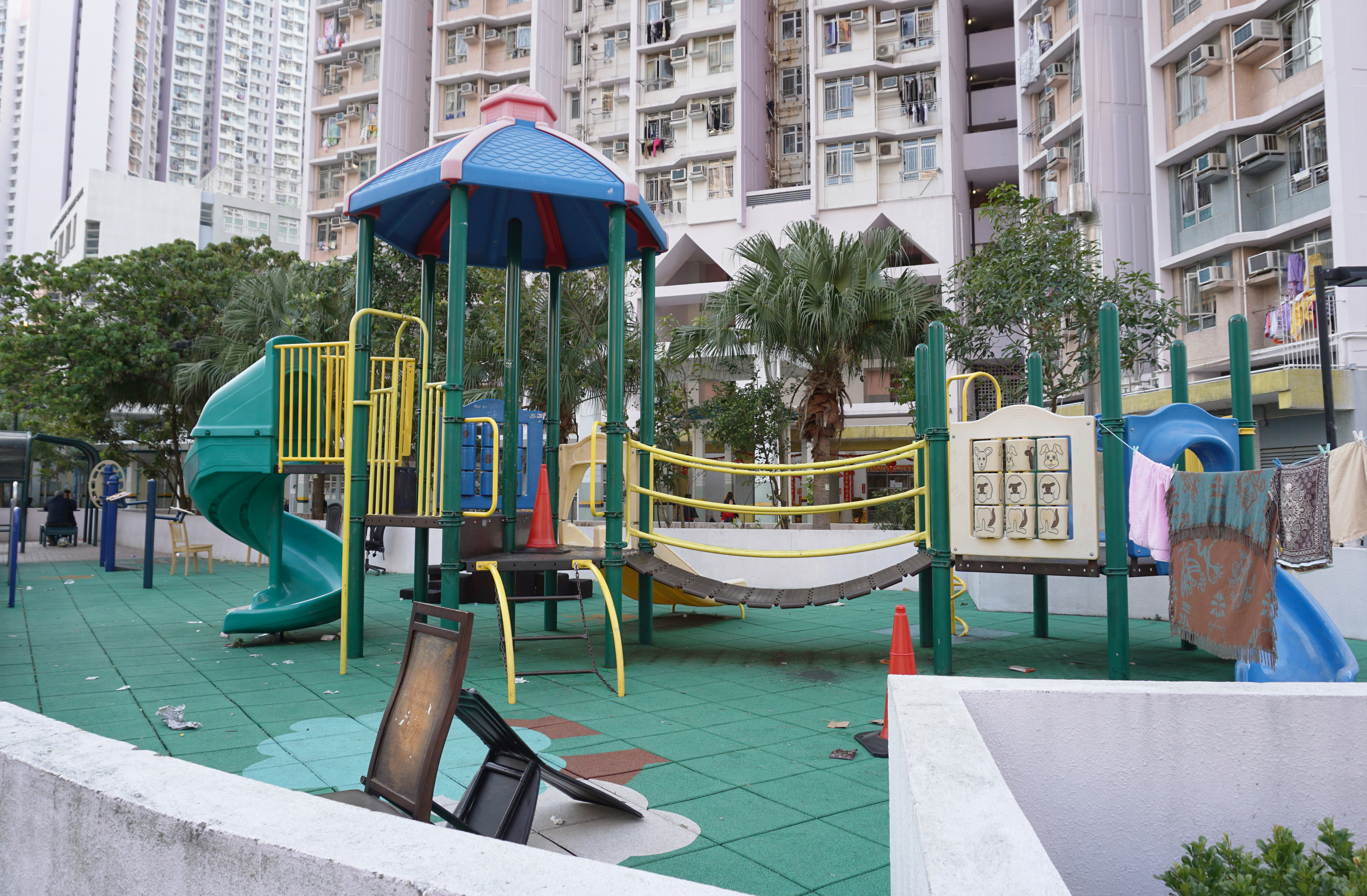
兒童遊樂場及健體區

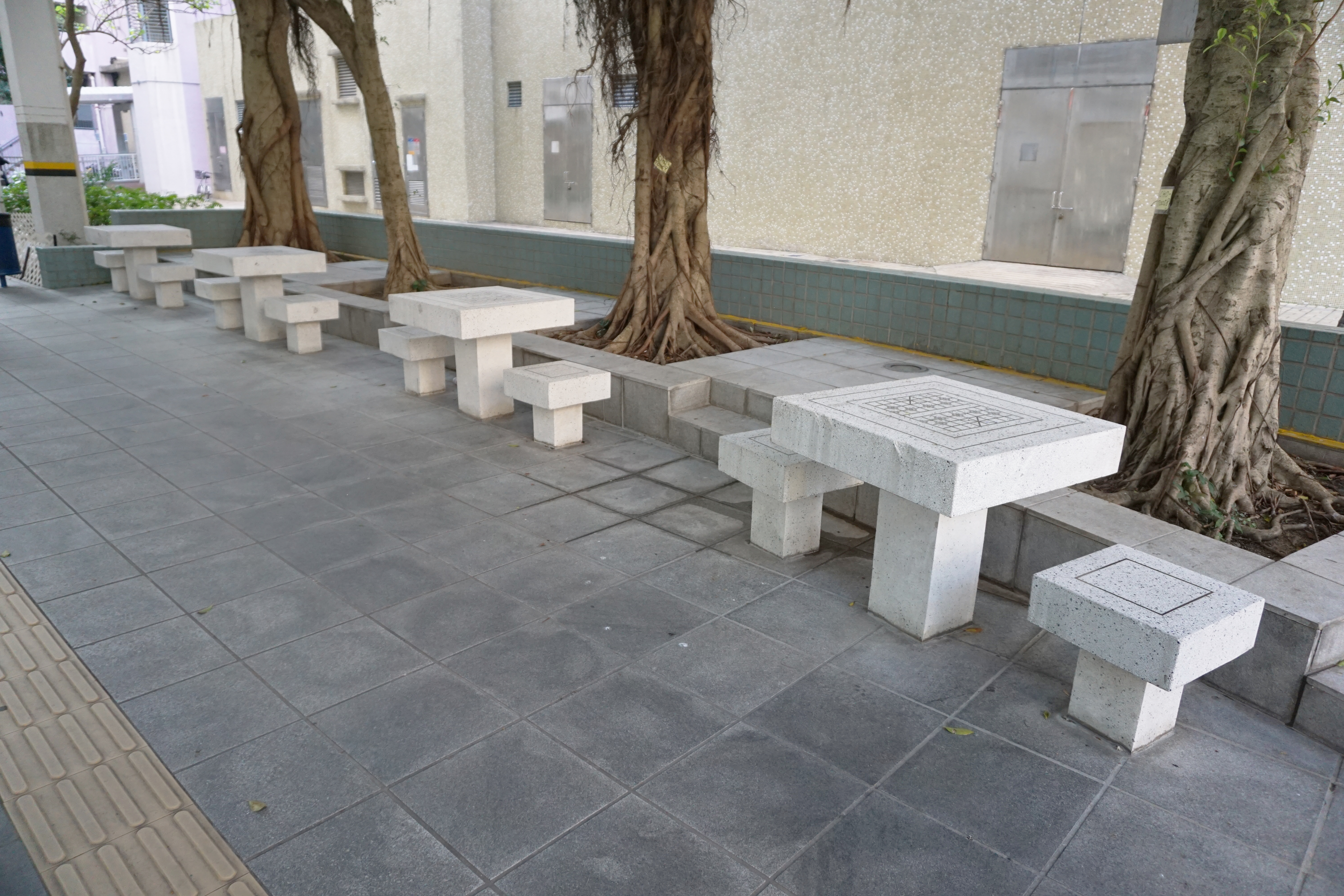
棋藝區

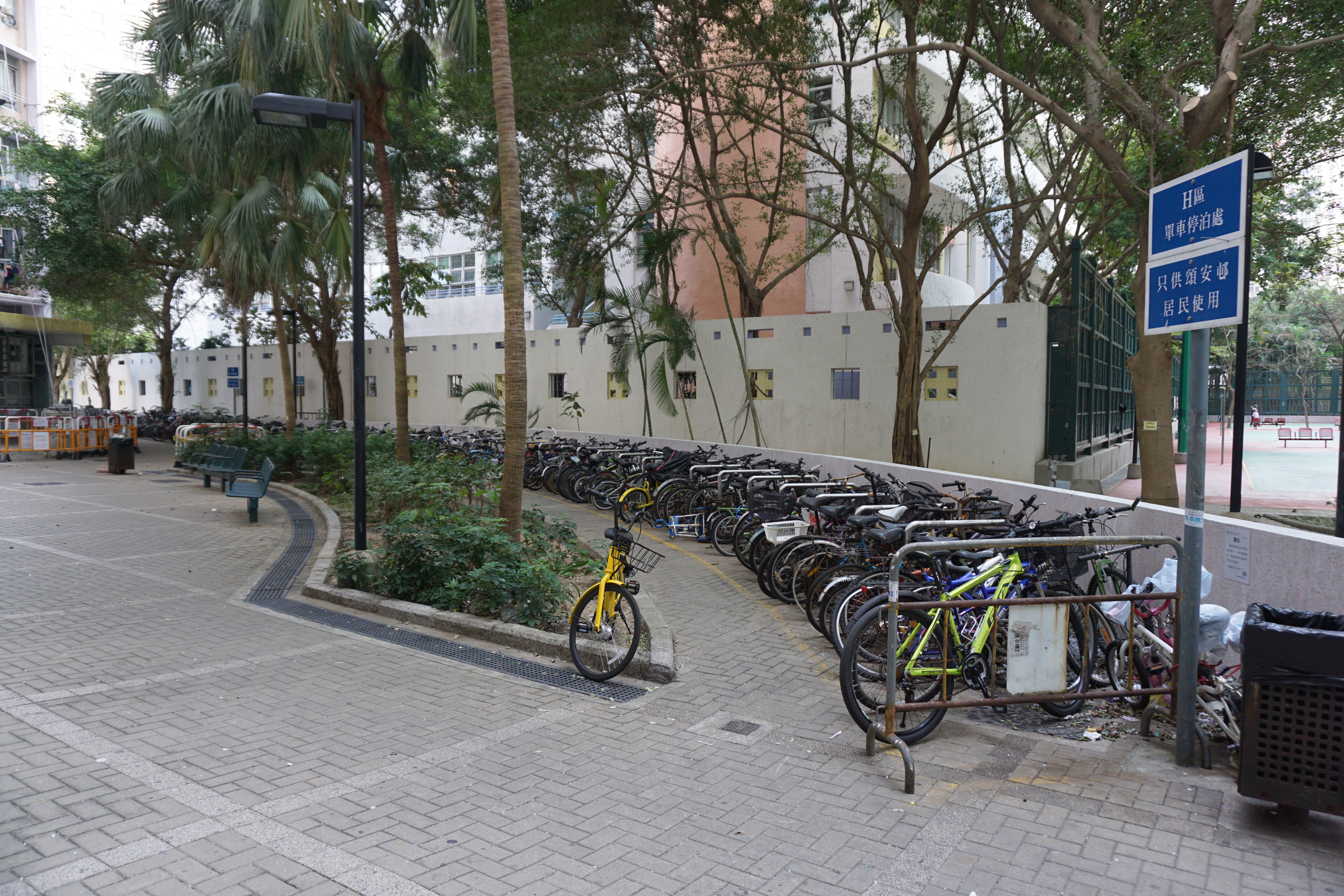
單車停泊處

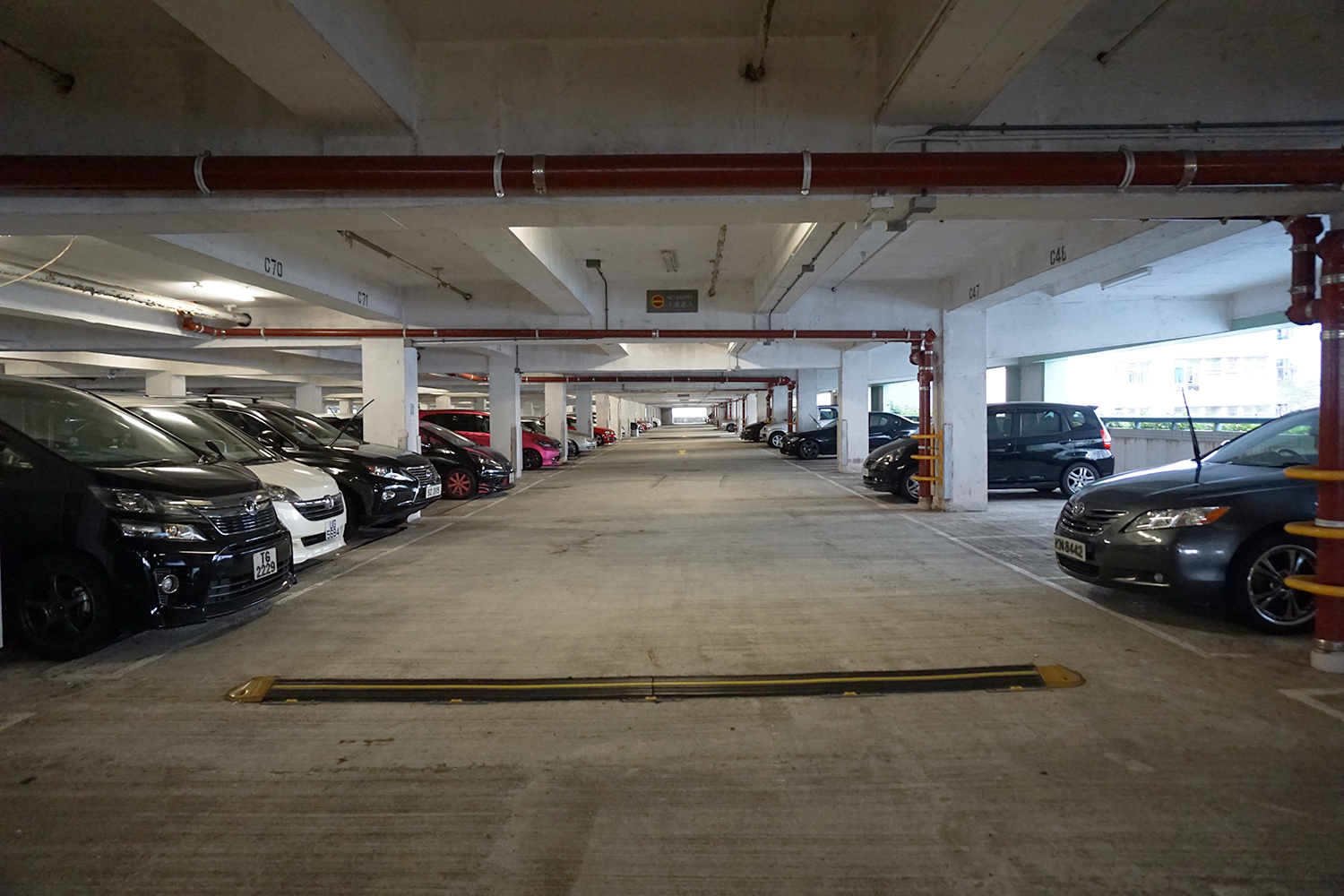
停車場

頌安邨於1991年12月開始規劃，翌年動工興建，並於1996年起分期入伙，主要安置來自興安、城安及梅里三個沙田區內臨時房屋區的受清拆影響的居民，同時接收來自火炭平房區的居民。此邨連同同一項目內的錦豐苑，總造價為約34億港元。
因樓市暴跌，政府曾於1998年打算將毗鄰的錦豐苑D、H及J座併入此邨出租，其後又曾納入可租可買計劃，最終於2008年透過「出售剩餘居屋計劃」出售。
在2003年之前，頌安邨屬於沙田區議會錦豐選區，當時區議員是陳克勤，在2003年區議會選舉中，頌安邨自成一個區議會選區。2003至2007年為方鎮邦，2008年至2015年為葛珮帆，2016年為葉榮。
2007年6月29日，時任中共中央總書記、國家主席胡錦濤到訪頌安邨市民梁志星的家。
在2012年香港立法會選舉中，前任區議員陳克勤和時任區議員葛珮帆，以兩張名單分別出選新界東地方選區，兩位均成功當選為立法會議員，令頌安邨成為全港首個有兩名立法會議員先後服務過的公共屋邨。

## 屋邨資料
租住單位共2,834個，面積由10.6至52.3平方米，截至2006年底居住人口約9,700人。

### 樓宇
| 樓宇名稱（座號） | 門牌號碼    | 樓宇類型                      | 落成年份 | 層數 | 每層伙數                              | 每座單位總數（伙） | 建築師                 | 承建商           | 提供升降機的廠商  | 期數 |
| ---------------- | ----------- | ----------------------------- | -------- | ---- | ------------------------------------- | ------------------ | ---------------------- | ---------------- | ----------------- | ---- |
| 頌德樓（第3座）  | 西沙路632號 | 和諧二型第三款 （第二代）     | 1996年   | 38   | 18（1-3樓） 20（18樓） 21（其餘樓層） | 788                | 王董建築師事務有限公司 | 瑞安承建有限公司 | 英國通用電氣-捷運 | 1    |
| 頌群樓（第4座）  | 西沙路632號 | 和諧二型第三款 （第三代）     | 1997年   | 38   | 18（1-3樓） 20（18樓） 21（其餘樓層） | 788                | 王董建築師事務有限公司 | 榮康建築有限公司 | 奧的斯            | 3    |
| 頌智樓（第5座）  | 西沙路632號 | 和諧二型第三款 （第三代）     | 2001年   | 38   | 18（1-3樓） 20（18樓） 21（其餘樓層） | 788                | 王董建築師事務有限公司 | 協興建築         | 三菱              | 5    |
| 頌平樓（第14座） | 西沙路632號 | 小型單位大廈 （和諧式設計）   | 2000年   | 5    | 32                                    | 160                | 王董建築師事務有限公司 | 榮懋建築有限公司 | 三菱              | 6    |
| 頌和樓（第6座）  | 西沙路632號 | 單方向設計大廈 （和諧式設計） | 2000年   | 26   | 14（1-20樓） 16（21-26樓）            | 376                | 王董建築師事務有限公司 | 榮懋建築有限公司 | 三菱              | 6    |

（註：屬於第2、4-5期發展的第1、2、7-13座指屬於同一項目的錦豐苑，為免重複、此等座號不在上表列出。）

### 設施
頌安邨內有巴士總站、購物設施頌安商場及停車場，商場及停車場。頌安街市（前稱頌安（萬有）街市）是區內首個私人承辦設有空調的屋邨街市。頌安邨沒有社區會堂，一般活動在頌安商場前空地或頌德樓旁的足球場舉行。頌群樓地下有香港聖公會馬鞍山（北）青少年綜合服務中心，而頌智樓地下則設基督教香港信義會頌安長者鄰舍中心。
頌安商場
頌安商場樓高4層，樓而面積約13,600平方米，地下為商場及街市，1樓為商場，商場有酒樓、快餐店、便利店、家居用品店等。2樓至4樓為停車場，約990個車位。頂樓為頌安邨管理公司辦事處、中國基督教播道會安福堂、醫務所及網球場。有意見認為在商場頂樓的網球場有潛力改建為五人足球場。

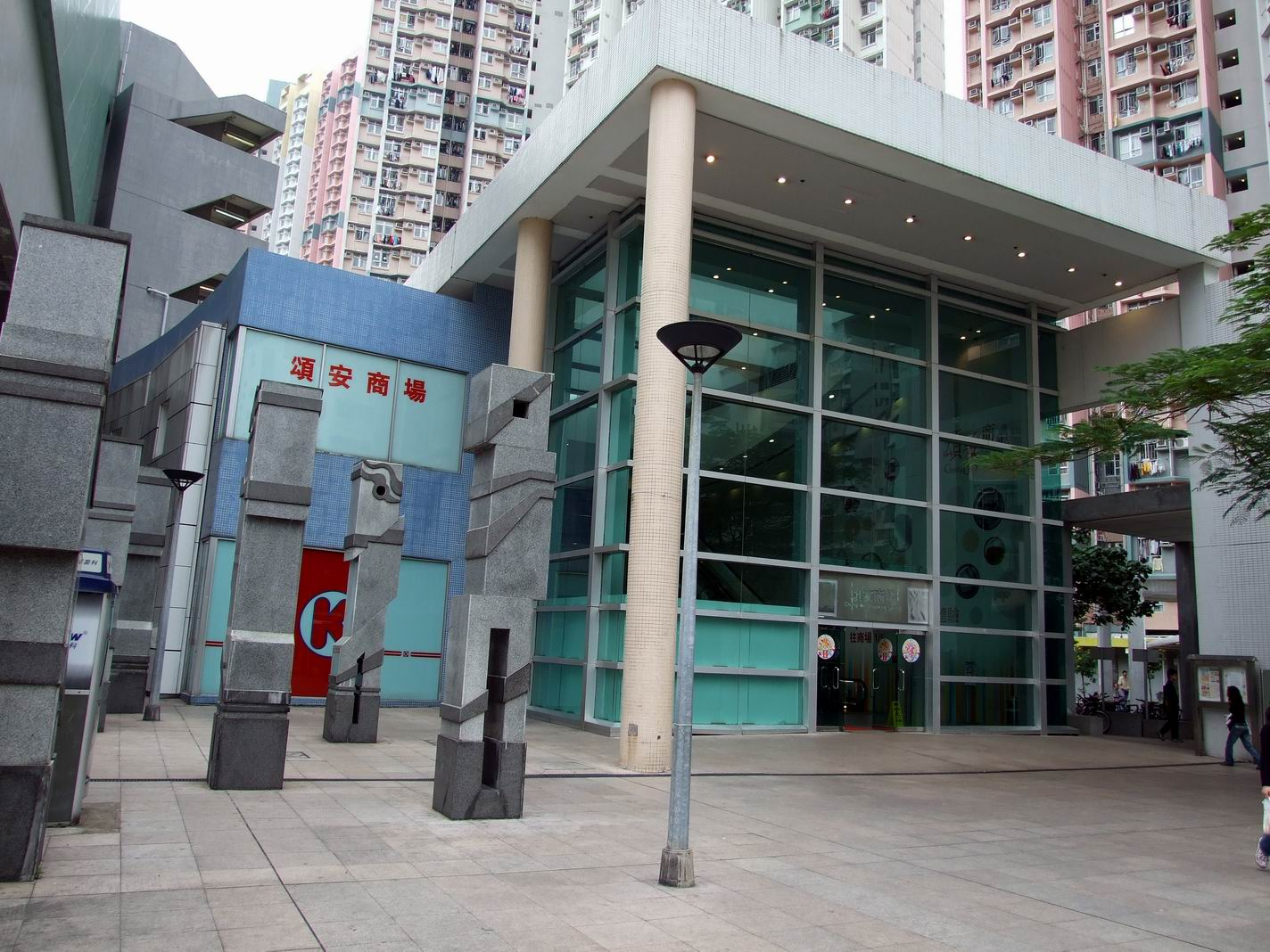
頌安商場入口
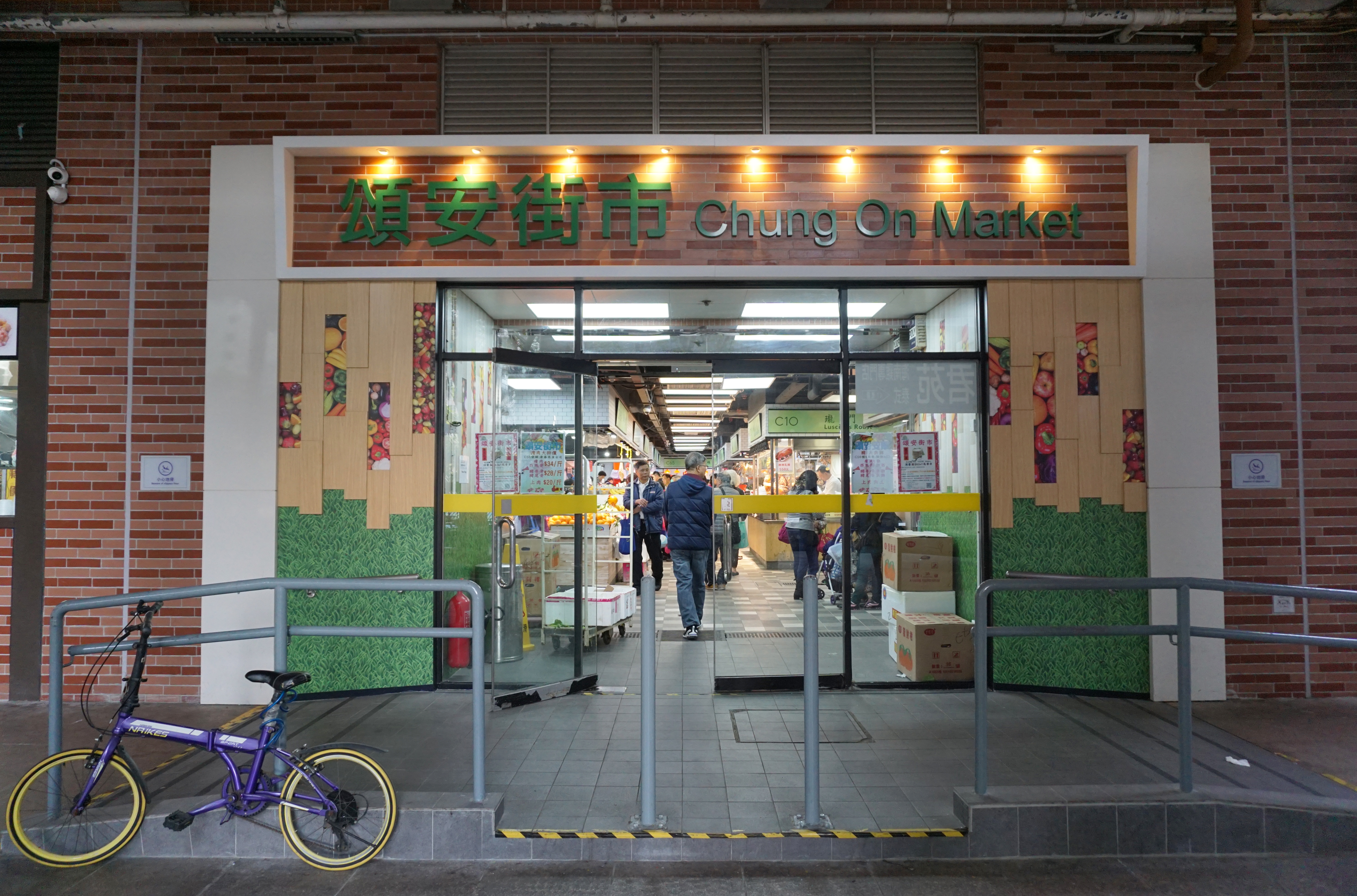
頌安街市入口

## 教育設施

### 中學
- 香港中文大學校友會聯會陳震夏中學

### 小學
- 香港九龍塘基督教中華宣道會台山陳元喜小學

### 幼稚園
- 馬鞍山靈糧幼稚園 （页面存档备份，存于） （1996年創辦）（位於頌安邨頌德樓地下）
- 東華三院南九龍獅子會幼兒園（2000年創辦）（位於頌安邨頌和樓地下）

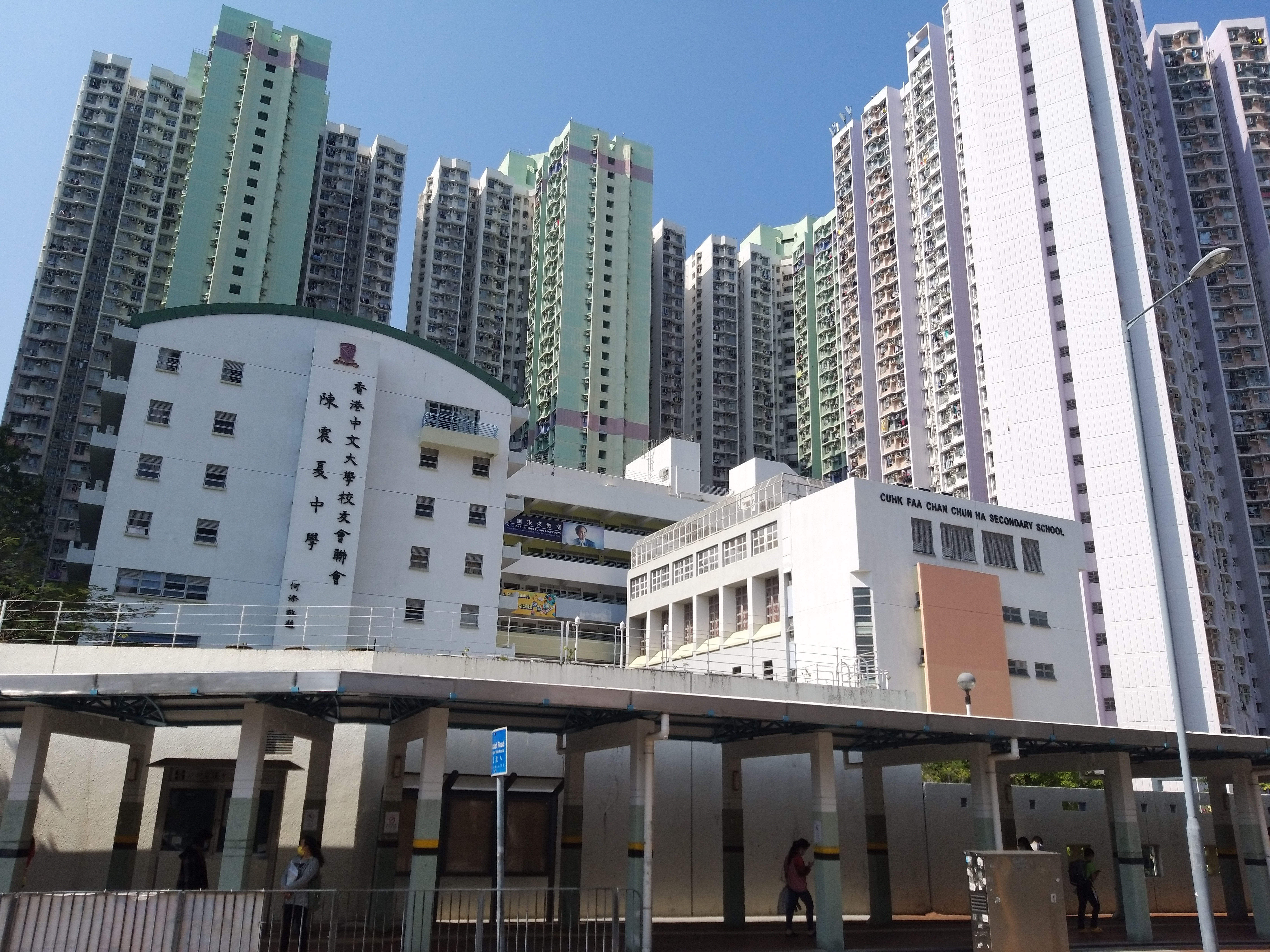
中大校友會聯會陳震夏中學
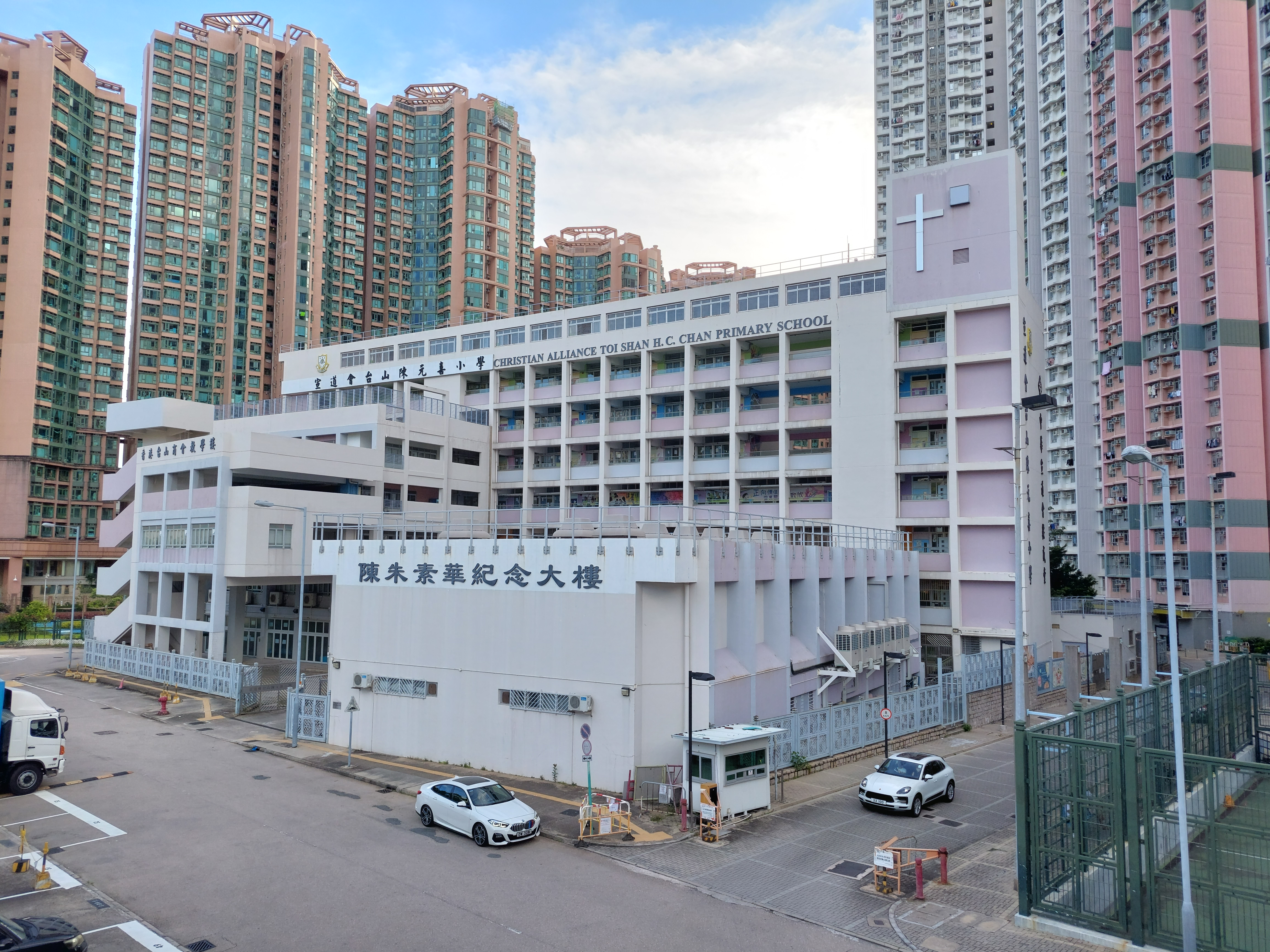
宣道會台山陳元喜小學

## 事件

### 鹹水管錯誤接駁至食水管
1997年3月1日，有居民提出食水發現有鹹味向水務署投訴，其後水務署陸續接獲頌安邨及鄰近的錦豐苑居民的類似投訴，前後共接獲8宗投訴。
水務署派員視察結果證實內部食水供應系統受到鹹水污染，於同日下午6時把整個範圍的鹹水供應截斷，要求管理處通知居民不要從水龍頭取水使用，並於晚上7:15在頌安邨及錦豐苑外設置街喉臨時供應食水，晚上9:00左右再派出3部水車到場協助。水務署指示錦豐苑及頌安邨的管理處把食水供應系統的地下和天台貯水箱的存水排去，並以食水沖洗系統內的公用部份。食水其後於3月2日凌晨4:30恢復正常。
根據事後調查報告發現一個將兩屋苑現行供水系統，與房署在該區第六期建築地盤的新敷設未經清洗的水管分隔開，屬房屋署的閘閥被無故開啟，同時另一個屬於水務署控制地盤供水的閘閥，亦發現未經批准下被開啟。由於原來的承建商因清盤而須由另一承建商接手，交收期間，有關的工程及樓宇建成後的紀錄並無交予接手的承建商，首先，承建商在重新安排地下水管時並無知會房屋署的顧問建築師。第二，承建商把水管接駁到旁邊的分隔水掣前並無核實水管。第三，在未有批准下開動分隔。

### 走廊墙壁磁砖剥落
頌安邨一共有五幢大厦，頌智楼的墙壁磁砖在2003年初出现剥落情况，房屋署检视后，立刻要求承建商进行修补。房屋署又在2004年年初接获颂德楼走廊出现墙砖剥落的报告，经检查后，證實属于偷工減料，房屋署的保养工程组重新铺上墙砖。

### 區議員欠租
方鎮邦在2003年香港區議會選舉擊敗陳克勤，成為是沙田頌安選區民選區議員，當時他是民主黨成員，因涉及桃色事件被要求退黨，隨即轉投自由黨。議員辦事處設於頌智樓，2006年2月起不知所終及拖欠租金，5月遭房屋署收回單位。廉政公署於2007年7月4日拘捕及起訴方鎮邦，懷疑他涉嫌騙取區議會營運開支津貼，聲稱支付辦公室助理的薪金。

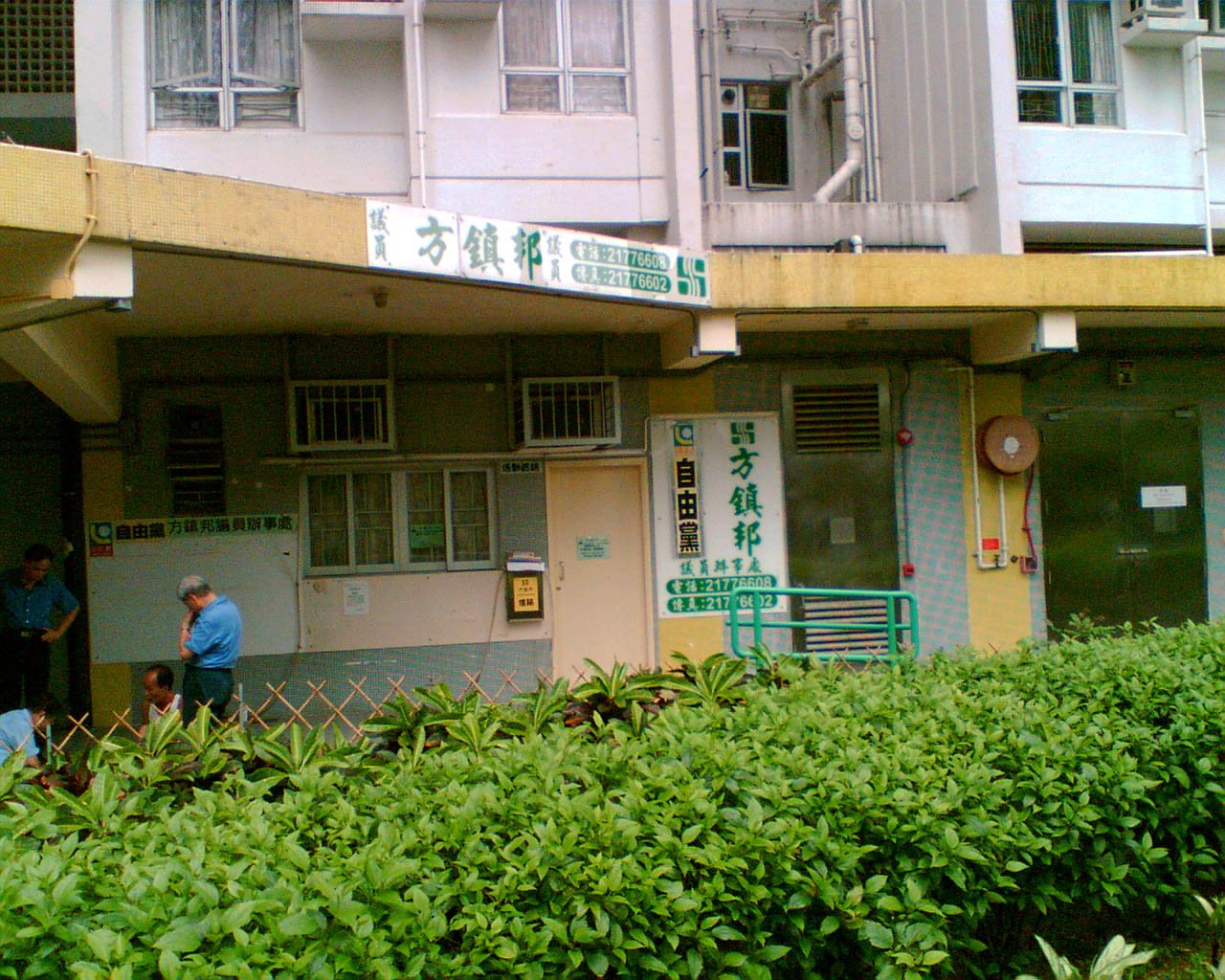
頌智樓方鎮邦議員辦事處（直到2006年5月為止，現已成為立法會議員葛珮帆、楊文銳辦事處）

### 國家領導人到訪
在2007年6月29日下午，中共中央總書記、國家主席胡錦濤在行政長官曾蔭權陪同下，到訪馬鞍山探訪了兩個家庭，他首先到達附近的錦豐苑探訪趙先生一家四口後，再到頌安邨頌和樓探望梁志星及其家人，逗留了10至20分鐘。梁先生是水電維修工人，梁太為曾璧山中學校工，長女梁泳琪剛於香港理工大學紡織及製衣系畢業，還有一名幼女，期間梁先生向國家領導人反映區內蚊患嚴重，而長女梁泳琪告訴胡可為他設計時裝。離開前胡錦濤贈送一部國產「聯想」（Lenovo）手提電腦，說梁泳琪可用來設計時裝，梁家則準備兩幅描繪維多利亞港夜景及日景的立體畫作回禮，分別送給胡錦濤及曾蔭權。

## 外部連結
- 房委會物業位置及資料 頌安邨 （页面存档备份，存于）
- 頌安邨及停車場
- 馬鞍山區巴士線 （页面存档备份，存于）
- 馬鞍山區專線小巴線
- 頌安邨地圖 （页面存档备份，存于）